# Les Tonils
Les Tonils este o comună în departamentul Drôme din sud-estul Franței. În 2009 avea o populație de 17 de locuitori.

## Evoluția populației
| An        | 1975 | 1982 | 1990 | 1999 | 2006 | 2009 |
| --------- | ---- | ---- | ---- | ---- | ---- | ---- |
| Populație | 14   | 20   | 20   | 20   | 18   | 17   |